# Enamoramiento de alta gama
Enamoramiento de alta gama (en hangul, 고품격 짝사랑; en chino simplificado, 高品格单恋) es una serie de internet de producción chino-surcoreana, protagonizado por Jung Il-woo y Jin Se-yeon. Fue transmitido en Sohu TV los sábados & domingos a las 00:00 (CST). En solo cuatro meses, el drama web ha registrado más de 200 millones de visitas en China.
Enamoramiento de alta gama es una comedia romántica que representa la sincera y pura historia de amor de un hombre con todo en sus manos, que se enamora por primera vez en su vida de una mujer que ha vivido en circunstancias completamente opuestas a las suyas.
La serie saldrá al aire por primera vez en la televisión de Corea del Sur el 4 de abril de 2018 en el canal de televisión de pago MBN.

## Reparto

### Reparto principal
- Jung Il-woo Como Choi Se-hoon.
- Jin Se-yeon Como Yoo Yi-ryung.

### Reparto de apoyo
- Yoon Bo-ra como Kang Min-joo.
- Lee Si-eon como jefe de Sección Heo.
- Jung Cantó-hoon como Jong-hyun.
- Luna Se-yoon como Jang Sae-yoon.
- Park Hyun-woo como de jefe de la Sección Park.
- Monsta X como ellos mismos.
- Soobin Como Soo-bin, amigo de Min-joo.
- Song Won-geun como Yoon Ji-won.

### Apariciones especiales
- Kim Tan-yeon como Reportero de televisión.
- Jung Kyung-ho como Reportero de televisión.
- Kim Ki-doo como un director.